# 佐藤敦紀
佐藤 敦紀（さとう あつき、1961年 - ）は、日本のVFXスーパーバイザー、特撮監督、映像編集者。元Motor/lieZ所属。株式会社TMA1代表取締役。
静岡県出身。早稲田大学第二文学部卒。

## 来歴
大学在学中の1981年からスタジオディーンにて3年間演出助手として勤務。1988年にIMAGICA特撮映像部にて5年間モーションオペレーターを務める。その後しばらくはフリーで活動した後『アヴァロン』への参加を機に2001年よりMotor/lieZに所属。
2011年10月27日、「VFX-JAPANキックオフミーティング」ではパネルディスカッションに登壇した。
2013年2月23日、VFX-JAPANアワード 2013の「CM、博展映像部門」を受賞。

## 人物像
- タイトルワーク・素材写真を駆使した予告編の制作について、樋口真嗣からは「予告編の詐欺師」と呼ばれている。
- 押井守との親交が深く、数々の作品に参加している。

## 参加作品
- パーマン（1983年） - 330・353・377話演出
- RAMPO（1994年） - 視覚効果
- ゼイラム2（1994年） - アニメーションエフェクト
- ガメラ 大怪獣空中決戦（1995年） - コンピュータグラフィックイメージ
- 学校の怪談（1995年） - ビジュアルエフェクトコーディネイト
- セブン（1995年） - 予告編制作
- ガメラ2 レギオン襲来（1996年） - 3Dデジタルエフェクト / 予告編制作
- 宇宙貨物船レムナント6（1996年） - 特撮監督・CGアニメーター
- 大統領のクリスマスツリー（1996年） - CGスーパーバイザー
- 新世紀エヴァンゲリオン劇場版 シト新生（1997年） - 予告編制作
- ラブ&ポップ（1998年） - 特報撮影
- リング（1998年） - 予告編制作
- らせん（1998年） - 予告編制作
- ブレア・ウィッチ・プロジェクト（1999年） - 予告編制作
- 飛ぶ〜こんな夢を見た（1999年） - アニメーションディレクター
- ガメラ3 邪神<イリス>覚醒（1999年） - CGディレクター / 予告編制作
- マトリックス（1999年） - 予告編制作
- マルコヴィッチの穴（1999年） - 予告編制作
- オースティン・パワーズ：デラックス（1999年） - 予告編制作
- ゴジラ2000 ミレニアム（1999年） - 予告編制作
- ジュブナイル（2000年） - ディレクター（ビジュアルエフェクツ ユニット） / 特報制作
- さくや妖怪伝（2000年） - 視覚効果デザイン / 予告編制作
- G.R.M. THE RECORD OF GARM WAR（ガルム戦記）（2000年） - デジタルスーパーバイザー
- アヴァロン（2001年） - CGIディレクター[1]
- ピストルオペラ（2001年） - コン・グラ
- 回路（2001年） - 予告編制作
- みすゞ（2001年） - VFX監督
- 修羅雪姫（2001年） - デジタルエフェクト
- ゴジラ・モスラ・キングギドラ 大怪獣総攻撃（2001年） - デジタルスーパーバイザー
- リターナー（2002年） - VFX
- 劇場版 仮面ライダー龍騎 EPISODE FINAL（2002年） - VFXディレクター
- 忍風戦隊ハリケンジャー シュシュッと THE MOVIE（2002年） - 天空神ヘリCG
- バイオハザード（2002年） - 予告編制作
- ミニモニ。THE（じゃ）ムービー お菓子な大冒険!（2002年） - 編集
- リベリオン（2002年） - 予告編制作
- 呪怨（2003年） - 予告編制作
- 爆竜戦隊アバレンジャー DELUXE アバレサマーはキンキン中!（2003年） - CG/デジタル合成
- 劇場版 仮面ライダー555 パラダイス・ロスト（2003年） - VFXスーパーバイザー
- 美少女戦士セーラームーン（2003年） - VFXスーパーバイザー
- サブマリン707（2003年） - 予告編演出
- イノセンス（2004年） - 3DCGIスーパーバイザー
- キューティーハニー（2004年） - VFXスーパーバイザー
- 劇場版 仮面ライダー剣 MISSING ACE（2004年） - VFXスーパーバイザー
- 男たちの大和/YAMATO（2005年） - CGスーパーバイザー
- 交響詩篇エウレカセブン（2005年） - 13巻特別予告編制作
- ローレライ（2005年） - VFXスーパーバイザー / 予告編制作[1]
- 戦国自衛隊1549（2005年） - CGスーパーバイザー
- アーマード・コア ラストレイヴン（2005年） - ムービー演出・編集 / CM監督
- 劇場版 仮面ライダー響鬼と7人の戦鬼（2005年） - VFXスーパーバイザー
- 最終兵器彼女（2006年） - VFXスーパーバイザー
- 機神咆吼デモンベイン（2006年） - OP構成・演出
- 日本沈没（2006年） - VFXスーパーバイザー[1][2]
- 白虎隊（2007年） - VFX監督
- 西遊記（2007年） - VFXスーパーバイザー
- ヱヴァンゲリヲン新劇場版:序（2007年） - 2Dデジタルワーク・予告編協力
- 一万年、後....。（2007年） - VFX監督
- 真・女立喰師列伝（2007年） - VFXスーパーバイザー / 「ASSAULT GIRL ケンタッキーの日菜子」VFX監督・撮影・編集
- NHKスペシャル『沸騰都市』（2008年） - OP・ED演出・3DCG
- 隠し砦の三悪人 THE LAST PRINCESS（2008年） - VFXスーパーバイザー
- GHOST IN THE SHELL / 攻殻機動隊2.0（2008年） - CGIスーパーバイザー
- THE MASKED GIRL 女子高生は改造人間（2008年） - VFX
- 20世紀少年シリーズ（2008年 - 2009年） - 予告編制作
- 斬〜KILL〜（2008年） - VFXスーパーバイザー / OP・「ASSAULT GIRL 2」演出・撮影監督・編集
- ハードリベンジ・ミリー（2008年） - VFX監督
- 柳生一族の陰謀（2008年） - VFX監督
- GOEMON（2009年） - 予告編制作
- ニセ札（2009年） - 予告編制作
- ヱヴァンゲリヲン新劇場版:破（2009年） - エヴァンゲリオンモデリング
- 東京マグニチュード8.0（2009年） - OP演出
- ASSAULT GIRLS（2009年） - 撮影監督・編集・VFXスーパーバイザー
- のだめカンタービレ最終楽章 前篇（2009年） - VFXスーパーバイザー
- 長髪大怪獣ゲハラ（2009年） - 編集
- のだめカンタービレ最終楽章 後篇（2010年） - VFXスーパーバイザー / 予告編制作
- MM9（2010年） - VFXスーパーバイザー
- 28 1/2 妄想の巨人（2010年） - VFXスーパーバイザー
- Je t'aime（2010年） - 3DCGI監督
- STAR DRIVER 輝きのタクト（2010年） - ビジュアルコンダクター
- ギルティクラウン（2011年） - PV製作
- ステキな金縛り（2011年） - VFX
- 重鉄騎（2012年） - スペシャルトレーラー撮影監督・VFX監督
- 巨神兵東京に現わる（2012年） - 編集・VFXスーパーバイザー[1][2]
- るろうに剣心（2012年） - 予告編制作
- のぼうの城（2012年） - VFXスーパーバイザー[1][2]
- 009 RE:CYBORG（2012年） - 編集
- 宇宙戦艦ヤマト2199（2012年） - 宣伝協力・テレビ放送版後期オープニングアニメーション編集
- Peaceful Times(F02)petit film（2013年） - 編集
- 宇宙戦艦ヤマト2199 追憶の航海（2014年） - 予告編制作
- 宇宙戦艦ヤマト2199 星巡る方舟（2014年） - オープニング映像編集・予告編制作
- 東京無国籍少女（2015年） - 編集・VFXコンポジット
- 進撃の巨人 ATTACK ON TITAN（2015年） - VFXスーパーバイザー[1][2]
- GARM WARS The Last Druid（2015年） - 監督補・編集・VFXスーパーバイザー[1][2]
- 進撃の巨人 ATTACK ON TITAN エンド オブ ザ ワールド（2015年） - VFXスーパーバイザー[1]
- シン・ゴジラ（2016年） - 編集・VFXスーパーバイザー、予告編演出[1][2]
- 宇宙戦艦ヤマト2202 愛の戦士たち（2017年） - 宣伝協力・PV制作
- BLEACH（2018年） - 予告編・テレビCM制作
- いだてん〜東京オリムピック噺〜（2019年、NHK） - VFXスーパーバイザー
- シン・ウルトラマン（2022年） - VFXスーパーバイザー・予告編演出
- シン・仮面ライダー（2023年） - VFXスーパーバイザー
- 新幹線大爆破（2025年） - 編集・VFXスーパーバイザー[7]

## 受賞
- VFX-JAPANアワード 2013「CM、博展映像部門」優秀賞（『巨神兵東京に現わる』）[8]
- 第40回日本アカデミー賞最優秀編集賞（『シン・ゴジラ』）[9]
- VFX-JAPANアワード 2017最優秀作品賞（『シン・ゴジラ』）